# Zdeněk Klauda

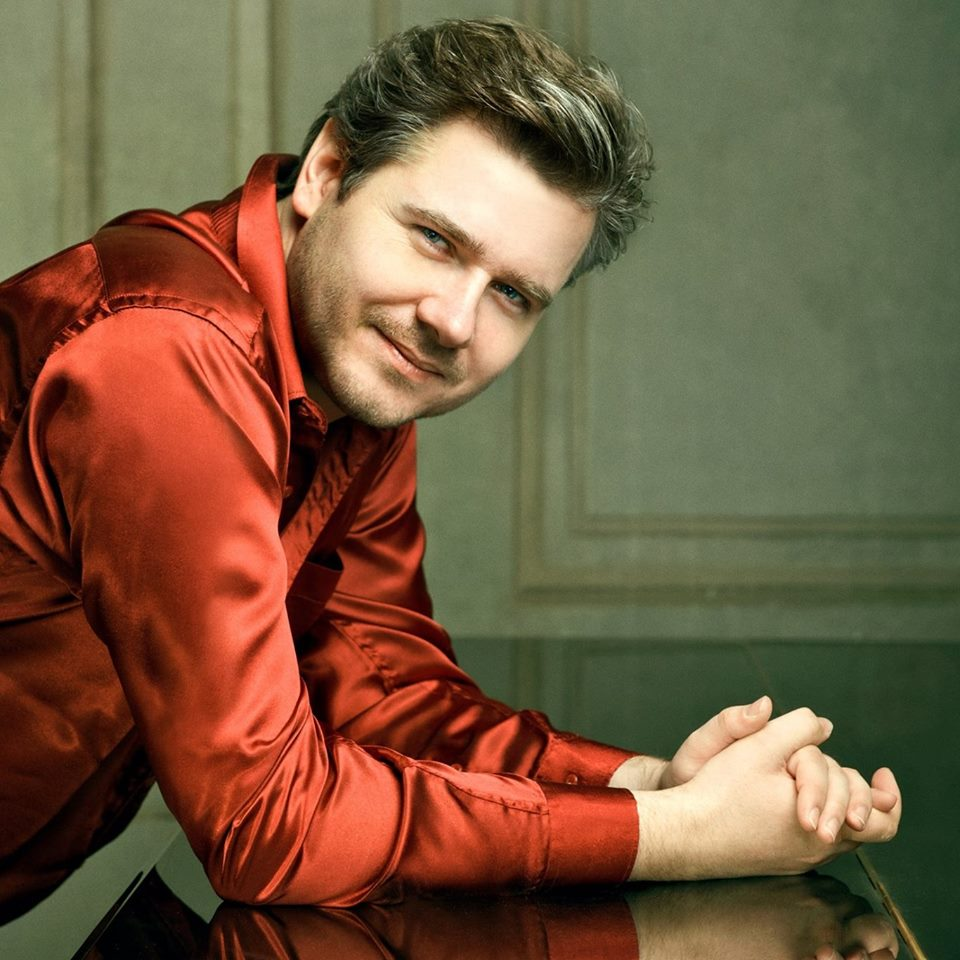
Zdeněk Klauda

Zdeněk Klauda (* 7. Januar 1979 in Prag) ist ein tschechischer Komponist und Musikwissenschaftler.
Klauda besuchte von 1994 bis 1998 das Prager Musikgymnasium Jan Neruda. Er studierte bis 2003 Musiktheorie bei Vladimír Tichý und danach Komposition an der Akademie der musischen Künste in Prag. 1996 erhielt er für sein Divertimento für Flöte, Oboe und Cello den Zweiten Platz beim Kompositionswettbewerb Generace. Neben seinen Kompositionen veröffentlichte Klauda mehrere musikwissenschaftliche Schriften.

## Kompositionen
- Drobnosti v modrém für Klavier, 1995
- Divertimento für Flöte, Oboe und Cello, 1996
- Sonáta für Oboe und Klavier, 1996
- Sonáta na téma B. Martinů für Violine und Klavier, 1998
- 4 písně für Mezzosopran, Horn und Streichorchester (Text von James Joyce), 2003

## Schriften
- K úloze metodické a tektonické analýzy v rámci klasického studia skladeb, 2000
- Tonálně-funkční vazby v díle L. Janáčka, 2000
- Pokus o tektonický průzor do hudebně-vyjadřovací řeči klasicismu, 2000